# Con la misma bronca
 Con la misma bronca  es una película de Argentina dirigida por Mario David  sobre su propio guion escrito según la novela Vencedores y vencidos de Bernardo Kordon que se produjo en 1987 pero quedó inconclusa. Tenía como actores principales a Ulises Dumont, Alicia Zanca, Héctor Bidonde, María Rosa Gallo, María Vaner, Rudy Chernicoff, Rubén Stella y Pablo Brichta.Tuvo el título alternativo de Con vergüenza.

## La novela de Kordon
Bernardo Kordon (Buenos Aires, 12 de noviembre de 1915 - Santiago de Chile, 2 de febrero de 2002) fue un periodista, narrador y ensayista. Con una aparente querencia en el realismo y el costumbrismo, la influencia de la novela norteamericana contemporánea (notoriamente de John Dos Passos) y de aspectos del montaje cinematográfico, lo llevan a experimentar narraciones muy abiertas, donde prima la observación de la vida marginal, los pobres y los desclasados, los ambientes suburbanos y el mundo de la picaresca ciudadana.
En la novela Vencedores y vencidos describe a los vencidos, personajes de aquellos sectores dependientes, dominados, relegados dentro de la sociedad por los triunfadores en la competencia económica.

## Reparto
| Actor               | Personaje |
| ------------------- | --------- |
| Ulises Dumont       |           |
| Alicia Zanca        |           |
| Héctor Bidonde      |           |
| María Rosa Gallo    |           |
| María Vaner         |           |
| Rudy Chernicoff     |           |
| Rubén Stella        |           |
| Pablo Brichta       |           |
| Marisa Varela       |           |
| Alejandro Marcial   |           |
| Mosquito Sancinetto |           |